# Säkerhetspolisen

wapen van de Säkerhetspolisen

Säkerhetspolisen (afgekort tot SÄPO, ook wel geschreven als Säpo) is de Zweedse nationale veiligheidsdienst (letterlijk 'veiligheidspolitie').